# Condylostylus armiger
Condylostylus armiger är en tvåvingeart som först beskrevs av Van Duzee 1931. Condylostylus armiger ingår i släktet Condylostylus och familjen styltflugor.
Artens utbredningsområde är Panama. Inga underarter finns listade i Catalogue of Life.